# 2011 en Turquie
Cet article présente les faits marquants de l'année 2011 en Turquie.

## Évènements
- 3 mars 2011 : nouvelle vague d'arrestations, dont plusieurs journalistes, dans l'affaire du complot Ergenekon. Le lendemain, plusieurs milliers de journalistes manifestent à Ankara et à Istanbul pour protester contre les atteintes à la liberté d'expression[1].
- 12 juin 2011 : élections législatives. Le Parti de la justice et du développement (AKP, islamo-conservateur), au pouvoir depuis 2002, l'emporte avec 49,8 % des voix. Le Parti républicain du peuple (CHP, gauche laïque) descend à 26 %, le Parti d'action nationaliste (MHP, droite nationaliste) est en hausse avec 13 %. Le Parti de la paix et de la démocratie (BDP, pro-kurde), bien que désavantagé par le mode de scrutin, double son nombre de sièges.

- 29 juillet : démission collective du chef d’état-major, le général Işık Koşaner, et des commandants de l'armée de terre, de l'aviation et de la marine[2].
- 19 octobre 2011 : une série d'attaques des rebelles kurdes du PKK fait 23 morts parmi les militaires turcs dans la province de Hakkari[3].